# White Castle
Vajt kasl (engl. White Castle) američki je regionalni hamburger lanac restorana na Srednjem zapadu i srednjoatlantskim regionima Sjedinjenih Američkih Država. Generalno, navodi se kao prvi fast-fud lanac u zemlji. Poznat je po svojim malim, kvadratnim hamburgerima. Ponekad nazvani slajderima (engl. slider — dosl. „klizač”), burgeri su prvobitno bili na ceni od pet centi — do 1929. godine; koštali su deset centi do 1949. godine.
Godina 1940-ih, Vajt kasl je periodično provodio promotivne kampanje u lokalnim novinama; sadržavale su kupone kojima se nudilo pet burgera za deset centi, samo ’za ponijeti’.
Dana 14. januara 2014. godine, magazin Tajm je označio Vajt kaslov slajder najuticajnijih burgerom svih vremena.